# Сан-Андреас (разлом)

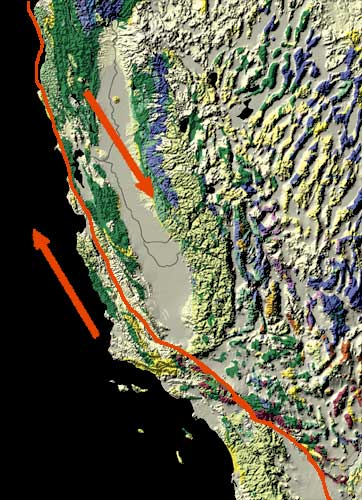
Карта разлома Сан-Андреас, показывающая относительное движение плит

Разлом Сан-Андре́ас (англ. San Andreas Fault) — трансформный разлом между тихоокеанской и североамериканской плитами длиной около 1200 км, проходящий вдоль побережья по территории штата Калифорния (США), большей частью по суше. Образовался после исчезновения плиты Фараллон. Параллельно разлому Сан-Андреас проходят разломы Сан-Габриель и Сан-Хасинто, тоже правосторонние. С разломом связаны землетрясения, достигающие магнитуды 9 и вызывающие поверхностные смещения до 7 м. Наиболее известными являются землетрясение в Сан-Франциско (1906) и землетрясение Лома-Приета (1989).

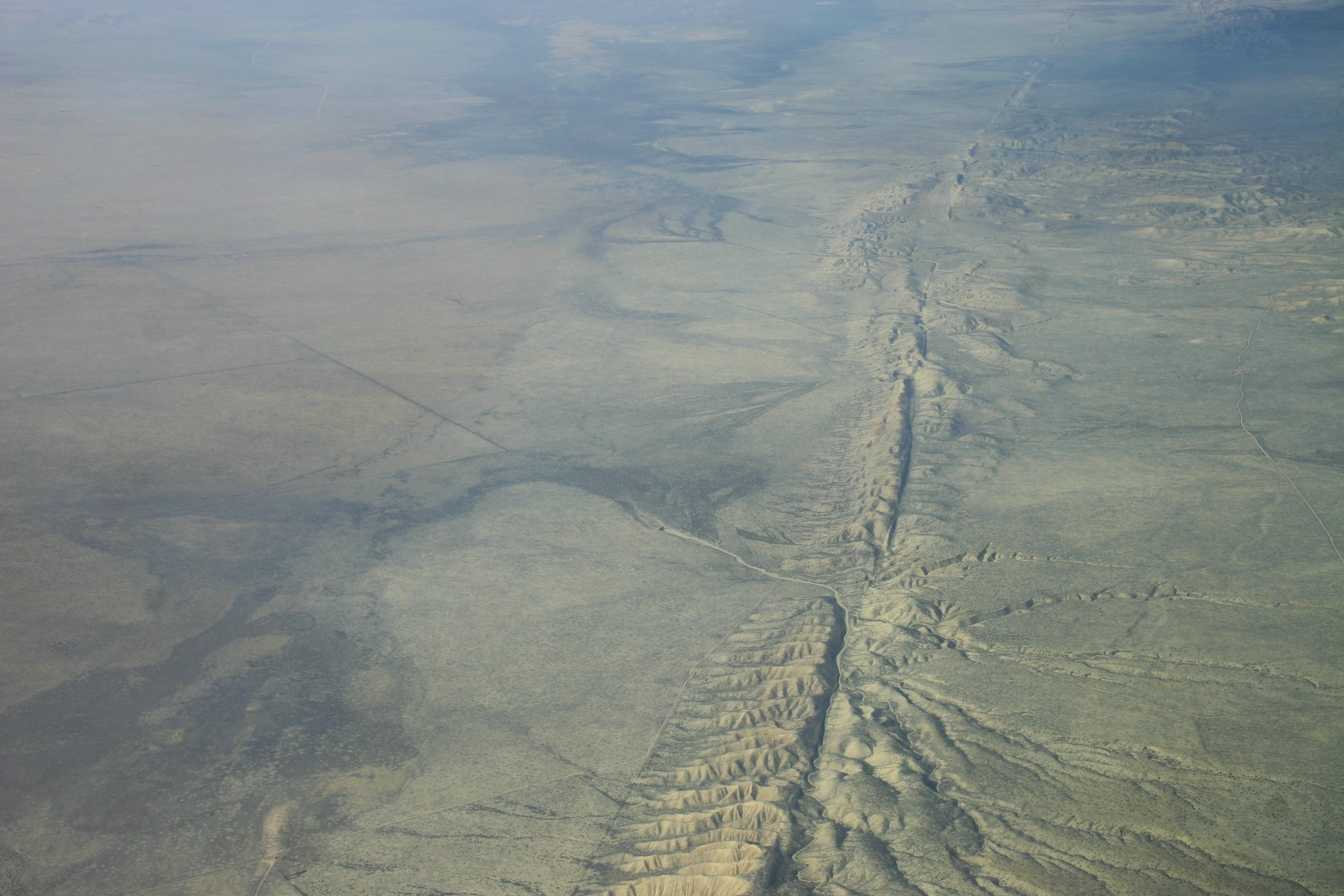
Аэроснимок разлома Сан-Андреас, равнина Карризо
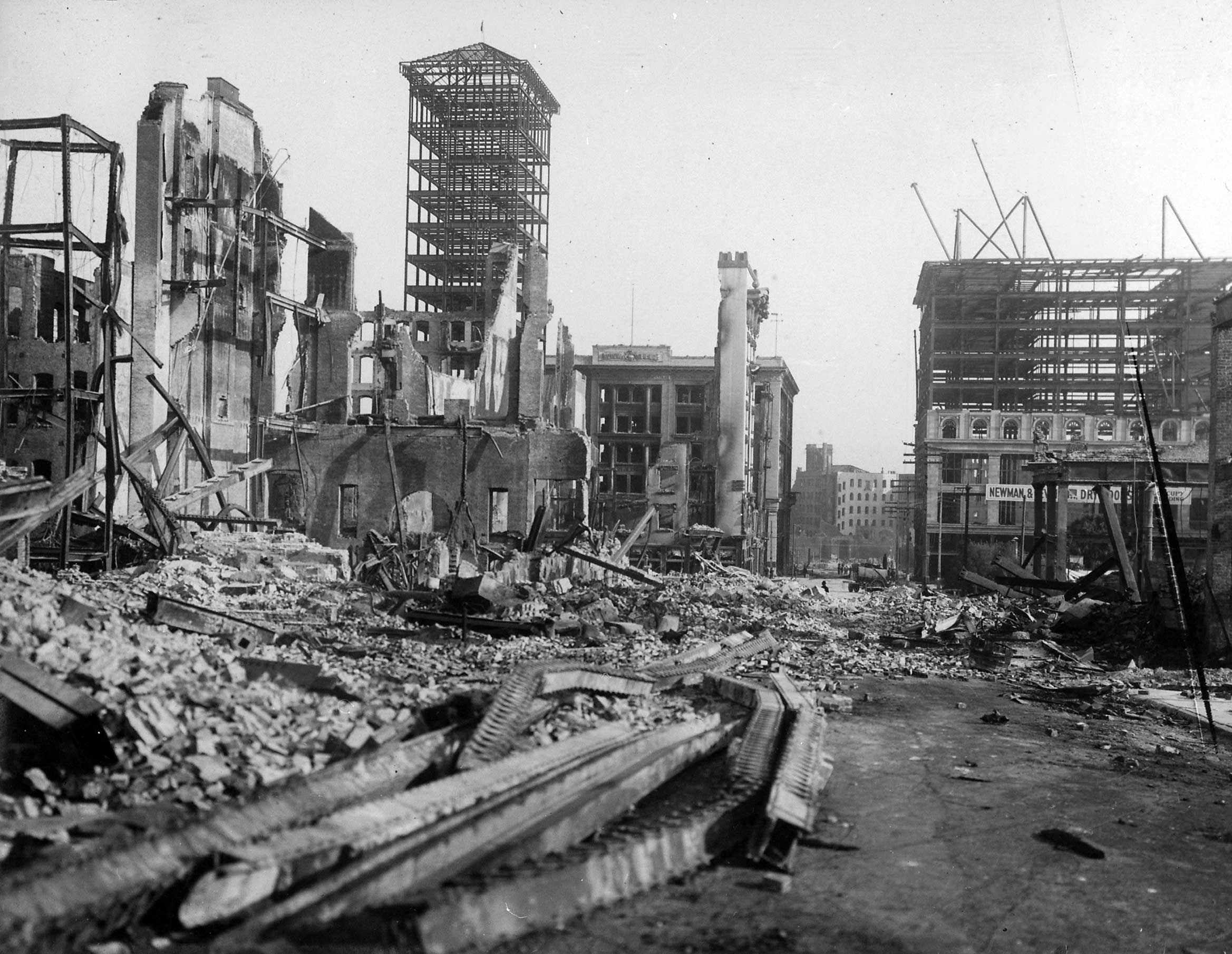
Сан-Франциско после землетрясения 1906 года
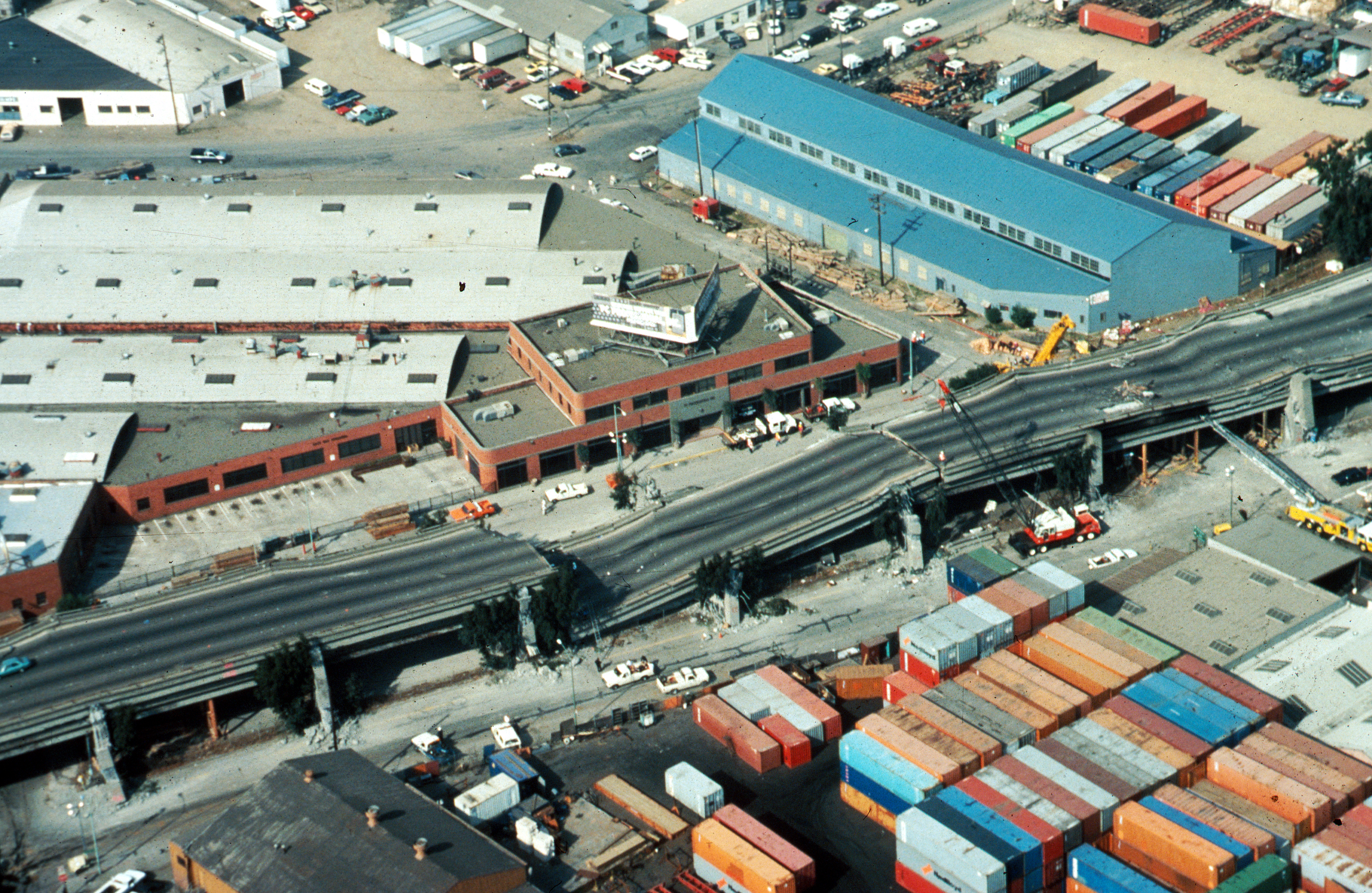
Разрушенная эстакада после землетрясения Лома-Приета (1989)